# Zdeněk Pouzar
Zdeněk Pouzar (Říčany, Praga, 13 de abril de 1932-Praga, 4 de junio de 2023) fue un micólogo, y pteridólogo checo especialista en Polyporaceae.

## Biografía
Los padres de Zdeněk Pouzar eran profesores que trabajaban en una institución social para jóvenes. Creció primero en su lugar de nacimiento Říčany y luego se mudó en 1936 a Praga. En 1945 su padre muere víctima de persecución por su participación en la Resistencia Nacional.
Pouzar se interesó por las setas desde muy joven. Después de graduarse de la escuela secundaria en 1952, comenzó a estudiar micología y fitopatología en la Facultad de Biología de la Universidad Charles de Praga. En 1957 se graduó con una tesis sobre taxonomía de especies de la familia Coniophoraceae en Checoslovaquia.
Desde el 1 de octubre de 1974 hasta 1995, Pouzar fue jefe del departamento de micología del Museo Nacional, sucediendo a Albert Pilát. Entre 1961 y 1981 trabajó como experto externo en identificación de hongos para casos de envenenamiento por hongos en el Instituto de Toxicología y Química Forense de la Universidad Carolina de Praga. De 1992 a 2000 fue presidente de la Sociedad Científica Checa de Micología.
Junto con František Kotlaba publicó varios trabajos sobre la taxonomía de poliporos, hongos corticoides y agáricos. Pouzar, solo o junto con Kotlaba, describió alrededor de 50 géneros nuevos y casi 30 especies nuevas. Pouzar es un reconocido experto en el campo de los Sordariomycetes. Entre 1993 y 2012 fue redactor jefe de la revista científica Czech Micology. Es homónimo de varias especies y géneros de hongos, incluido el hongo de techo de coníferas torcido (Pluteus pouzarianus) y la fragante esponja de fuego (Phellinidium pouzarii), así como el subgénero Pouzarella del género Entoloma.
Pouzar reclasificó varias especies de hongos, particularmente el género Bankera, incluyendo:
- Albatrellus caeruloporus (Peck) Pouzar
- Albatrellus confluens (Alb. & Schwein. : Fr.) Kotl. & Pouzar
- Albatrellus cristatus (Pers. : Fr.) Pouzar & Kotl.
- Albatrellus ovinus (Schaeff. : Fr.) Kotl. & Pouzar
- Boletopsis subsquamosa (L. : Fr.) Kotl. & Pouzar
- Fomitopsis cajanderi (P.Karst.) Pouzar & Kotl.
- Fomitopsis roseus (Schwein. & Alb.) Kotl. & Pouzar
- Megacollybia platyphylla (Pers. : Fr.) Kotl. & Pouzar
- Nolanea verna (S.Lundell) Pouzar & Kotl.

## Algunas publicaciones
- 1986. Sedesat Let Mykologa Svatopluka Sebka: Svatopluk Sebek Sexagenarius. Con Josef Herink, 12 pp.

- 1976. On the Taxonomic Position of Polyporus Fractipes. Con František Kotlaba, 4 pp.

- 1962. A Contribution to the Taxonomy of Some European Species of the Genus Antennaria Gaertn. Con Jindřich Chrtek, 32 pp.